# Бранко Миловановић
Бранко Миловановић (Ниш, 13. новембар 1931 – Београд, 6. јун 2005) био је српски и југословенски новинар, публициста и сценариста. Уређивао је култну документарну серију „Некад и сад” Радио-телевизије Србије, али и низ других. Први је филмски и телевизијски стваралац који се бавио темама о којима се дуго није говорило – попут заоставштине династије Карађорђевић на Опленцу.

## Биографија
Бранко Миловановић је рођен у Нишу. Школовао се у родном граду и Крагујевцу, а студије романистике је завршио на Филозофском факултету у Београду. Био је стипендиста владе Италије, која му је финансирала усавршавање италијанског језика у Перуђи.
У периоду 1956–1961. године радио је као новинар Радио Приштине, који је напустио увидевши да се српски кадар маргинализује и да се тек петнаест одсто садржаја реализује на српском језику – без озбиљнијих новинарских форми. Потом се запослио у Редакцији за културу Радио Београда као уредник јутарњег програма и блокова јутарњих вести. Бежећи од униформисаности 1975. је прешао у Редакцију општеобразовног програма Телевизије Београд и 1986. постао њен самостални уредник.
Миловановић је најпре уређивао играну емисију „Реч и слово”, сниману у студију, која се састојала од тридесет одсто филмског материјала и у којој су се појављивала велика глумачка имена: Миодраг Петровић Чкаља, Петар Краљ, Душица Жегарац, Марко Тодоровић, Станислава Пешић и други. Касније је уређивао емисије: „Путокази”, „Теме за свакога”, „Кућни подсетник”, „Какво вам је двориште”, „Сласт и горчина меда”, „У ружичњаку браће Топаловић”, „Наше плаво злато”... Ипак, његов заштитни знак остала је емисија „Некад и сад”, којом је спајао прошлост и садашњост, неговао традицију и доказивао вековну српску припадност Европи.
Током своје богате каријере сарађивао је са познатим редитељима и писцима, а за многе емисије сам је писао сценарио – на пример за епизоду „Некад и сад – Куће знаменитих људи - Пријатељ за сва времена (др Арчибад Рајс)”. Превремено је пензионисан 1995, а преминуо је деценију касније, 6. јуна 2005. године.
Био је ожењен Радмилом, девојком са којом се забављао још од студентских дана. Данас у Београду живе његова ћерка Драгана Иле (фр. Dragana Ille) и унучад Игор и Ана.

## Емисија „Некад и сад”
Документарна серија „Некад и сад” снимана је филмски, у наслеђе за нове генерације, па је више пута и репризирана. Подељена је на неколико циклуса: „Куће знаменитих људи”, „Наши неимари”, „Градови, урбани делови и целине”, „Старе установе, друштва и удружења”, „Стари занати”, „Легати” и „Храмови Београда”. Последња два циклуса, „Српска револуција 1804” и „Збирке војног музеја”, реализована су електронски због проблема насталих распадом Југославије.

## Сећање на Бранка Миловановића
Редакција за историографију РТС-а снимила је 2008. године епизоду емисије „Трезор” у оквиру циклуса „Реч редитеља”, у којој је о Бранку Миловановићу говорио Милан Кундаковић, редитељ бројних епизода серије „Некад и сад”. Он је, између осталог, нагласио Миловановићеву педантност, добру информисаност и свеобухватност у послу, по чему га је и запамтио.

## Награде и признања
- Прва награда на Фестивалу југословенског радија у Охриду за извештавање о отварању новог дома Народне библиотеке Србије
- Награда „Слободна Далмација” за емисију „У Ел Шату после 40 година”[1]